# Remigia pseudomunda
Remigia pseudomunda là một loài bướm đêm trong họ Erebidae.